# Медаль Жукова

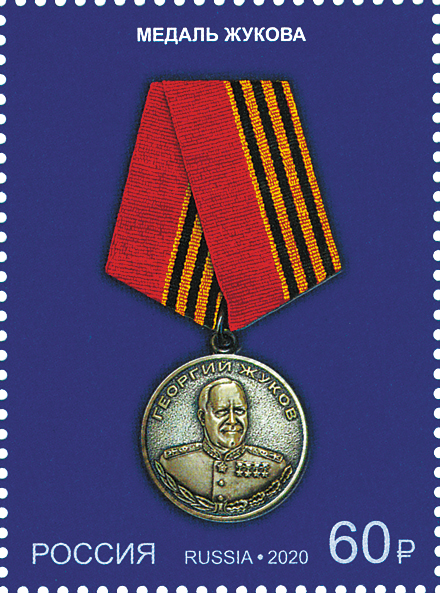
Медаль Жукова на почтовой марке России 2020 года из серии «Государственные награды Российской Федерации».

Меда́ль Жу́кова — государственная награда Российской Федерации, приуроченная к 100-летию со дня рождения Г. К. Жукова.
В Положении о медали говорилось, что медаль Жукова — медаль, «которой награждаются военнослужащие и лица вольнонаёмного состава Красной армии, военно-морского флота, войск НКВД, партизаны, участники подполья, за храбрость, стойкость и мужество, проявленные в боевых действиях с немецко-фашистскими захватчиками, японскими милитаристами, и в ознаменование 100-летия со дня рождения Г. К. Жукова». Медалью Жукова также награждаются военнослужащие Министерства обороны Российской Федерации, других министерств и ведомств, в которых законодательством Российской Федерации предусмотрена военная служба, за мужество и отвагу, проявленные в боевых действиях при защите Отечества и государственных интересов Российской Федерации.
Первоначально медаль Жукова была учреждена в России, но позже была учреждена во всём СНГ Решением Совета глав государств от 26 мая 1995 года.
Автором внешнего вида медали является народный художник России Валерий Балабанов.

## История
Медаль была учреждена Указом Президента Российской Федерации от 9 мая 1994 года № 930 «Об учреждении ордена Жукова и медали Жукова». Данный указ служит дополнением к Указу Президента Российской Федерации от 2 марта 1994 года № 442 «О государственных наградах Российской Федерации».
6 марта 1995 года вышел Указ Президента Российской Федерации № 243 «Об утверждении Статута ордена Жукова, Положения о медали Жукова и их описаний».
В Минске на очередном заседании Совета глав государств на основе Решения Совета глав правительств от 26 мая 1995 года «О проекте Решения о порядке награждения медалью Жукова граждан государств-участников СНГ» (утратило силу в 2000 году) было принято Решение Совета глав государств от 26 мая 1995 года «О порядке награждения медалью Жукова граждан государств-участников Содружества независимых государств». В данном решении утверждены положения о медали Жукова и её описание, идентичные положениям Указа Президента Российской Федерации № 243. И то, и другое решения подписали все двенадцать стран.
На основе данного Решения страны СНГ создали свои нормативные правовые документы, на основании которых регулируется порядок вручения медали. В Белоруссии это Указ Президента Республики Беларусь от 18 сентября 1997 года № 477, на Украине — Указ Президента Украины от 18 марта 1998 года № 198/98[уточнить].
30 декабря 1995 года вышел ещё один Указ Президента Российской Федерации № 1334 "«О внесении изменений и дополнений в Положение о медали Жукова, утверждённое Указом Президента Российской Федерации от 6 марта 1995 г. № 243 „Об утверждении Статута ордена Жукова, Положения медали Жукова и их описаний“», в котором было утверждено, что медалью Жукова награждаются не только бывшие участники Великой Отечественной войны, но и военнослужащие России. В соответствии с этим указом было подписано Распоряжение Президента Российской Федерации от 19 февраля 1996 года № 72-рп, в котором утверждена инструкция о порядке вручения медали Жукова в России.
В последующем указами Президента России в статут и описание медали Жукова вносился ряд существенных изменений.

## Варианты медали
Изначально медаль была в желтом металле и не имела номера, такой медалью награждали ветеранов Великой Отечественной войны. В таком же исполнении, но с номером на реверсе награждали военнослужащих в основном отличившихся в Чечне и Грузии. Далее медаль начали изготавливать из серебра и нумерация медалей началась сначала, вручались они за отличие в Сирии.
| Медаль Жукова Тип 1 Московский монетный двор (Номерная, так и без номера) | Медаль Жукова Тип 2 Московский монетный двор | Медаль Жукова Тип 2 Русские Ремесла |
| ------------------------------------------------------------------------- | -------------------------------------------- | ----------------------------------- |
|                                                                           |                                              |                                     |

## Положение о медали Жукова в России

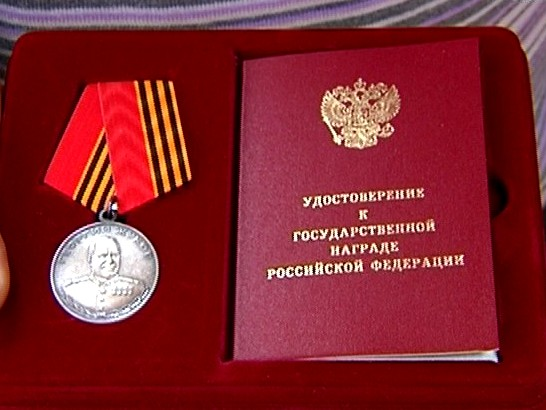
Медаль Жукова с удостоверением

Действующее в Российской Федерации Положение о медали Жукова утверждено Указом Президента Российской Федерации от 7 сентября 2010 г. № 1099 «О мерах по совершенствованию государственной наградной системы Российской Федерации» с изменениями и дополнениями от 16 декабря 2011 г., 16 марта, 12 апреля, 3 мая, 24 октября 2012 г., 14 января, 29 марта, 26 июня 2013 г., 1 июля 2014 г., 15 сентября 2018 г., 19 ноября 2021 г.
1. Медалью Жукова награждаются военнослужащие за отвагу, самоотверженность и личное мужество, проявленные в боевых действиях при защите Отечества и государственных интересов Российской Федерации, за особые отличия при несении боевой службы, боевого дежурства и при участии в учениях и манёврах, за отличные показатели в боевой подготовке.
11. Награждение медалью Жукова может быть произведено посмертно.
2. Медаль Жукова носится на левой стороне груди и при наличии других медалей Российской Федерации располагается после медали Ушакова.
21. Для особых случаев и возможного повседневного ношения предусматривается ношение миниатюрной копии медали Жукова, которая располагается после миниатюрной копии медали Ушакова.
3. При ношении на форменной одежде ленты медали Жукова на планке она располагается после ленты медали Ушакова.

### Прежние редакции Положения о медали Жукова
С 6 марта по 30 декабря 1995 года в Российской Федерации действовала следующая редакция Положения о медали Жукова:

1. Медалью Жукова награждаются военнослужащие и лица вольнонаемного состава Красной Армии, Военно-Морского Флота, войск НКВД, партизаны, участники подполья за храбрость, стойкость и мужество, проявленные в боевых действиях с немецко-фашистскими захватчиками, японскими милитаристами, и в ознаменование 100-летия со дня рождения Г. К. Жукова.
Основанием для награждения являются документы, подтверждающие непосредственное участие в Великой Отечественной войне 1941—1945 годов в составе действующей армии или в боевых действиях против Японии.
2. Награждение медалью Жукова производится указом Президента Российской Федерации.
3. Вручение медали Жукова производится от имени и по поручению Президента Российской Федерации руководителями органов государственной власти субъектов Российской Федерации, главами администраций районов, городов, военными комиссарами и военачальниками.
4. Лицам, награжденным орденом Жукова, медаль Жукова не вручается.
5. Медаль Жукова носится на левой стороне груди и располагается после юбилейной медали «50 лет Победы в Великой Отечественной войне 1941—1945 гг.».

С 30 декабря 1995 года по 7 сентября 2010 года Положение о медали Жукова действовало в Российской Федерации в следующей редакции:

1. Медалью Жукова награждаются военнослужащие и лица вольнонаемного состава Красной Армии, Военно-Морского Флота, войск НКВД, партизаны, участники подполья за храбрость, стойкость и мужество, проявленные в боевых действиях с немецко-фашистскими захватчиками, японскими милитаристами, и в ознаменование 100-летия со дня рождения Г. К. Жукова.
Основанием для награждения являются документы, подтверждающие непосредственное участие в Великой Отечественной войне 1941—1945 годов в составе действующей армии или в боевых действиях против Японии.
Награждение медалью Жукова производится указом Президента Российской Федерации.
Вручение медали Жукова производится от имени и по поручению Президента Российской Федерации руководителями органов государственной власти субъектов Российской Федерации, главами администраций районов, городов, военными комиссарами и военачальниками.
Лицам, награжденным орденом Жукова, медаль Жукова не вручается.
2. Медалью Жукова награждаются военнослужащие Министерства обороны Российской Федерации, других министерств и ведомств, в которых законодательством Российской Федерации предусмотрена военная служба, за мужество и отвагу, проявленные в боевых действиях при защите Отечества и государственных интересов Российской Федерации.
Награждение военнослужащих медалью Жукова производится в соответствии с нормами Положения о государственных наградах Российской Федерации в редакции Указа Президента Российской Федерации от 1 июня 1995 г. N 554 «О внесении изменений в Указ Президента Российской Федерации от 2 марта 1994 г. N 442 „О государственных наградах Российской Федерации“».
3. Медаль Жукова носится на левой стороне груди и располагается после юбилейной медали «50 лет Победы в Великой Отечественной войне 1941—1945 гг.», а при ее отсутствии — после медали «За отличие в охране общественного порядка».

## Положение о медали Жукова в странах СНГ
Для всех стран-участниц СНГ, кроме России, действует Положение о медали Жукова, утверждённое Решением Совета глав государств от 26 мая 1995 года:

1. Медалью Жукова награждаются военнослужащие и лица вольнонаёмного состава Красной Армии, Военно-Морского Флота, войск НКВД, партизаны, участники подполья за храбрость, стойкость и мужество, проявленные в боевых действиях с немецко-фашистскими захватчиками, японскими милитаристами, и в ознаменование 100-летия со дня рождения Г. К. Жукова.
2. Награждение медалью Жукова производится указом главы государства-участника Содружества Независимых Государств.
3. Порядок вручения медали Жукова устанавливает государство-участник Содружества Независимых Государств.
4. Лицам, награждённым орденом Жукова, медаль Жукова не вручается.
5. Медаль Жукова носится на левой стороне груди и располагается после юбилейной медали «50 лет Победы в Великой Отечественной войне 1941—1945 гг.».

## Описание медали Жукова
В Российской Федерации внешний вид медали Жукова был изменён в 2010 году:
Медаль Жукова из серебра. Она имеет форму круга диаметром 32 мм.
На лицевой стороне медали — погрудное рельефное изображение Г. К. Жукова. В верхней части — рельефная надпись: «ГЕОРГИЙ ЖУКОВ», в нижней — рельефное изображение лавровых и дубовых ветвей.
На оборотной стороне медали, в центре, — надпись рельефными буквами: «ЗА ОТЛИЧИЕ В СЛУЖБЕ», под ней — номер медали. В нижней части медали — рельефное изображение лавровых и дубовых ветвей.
Края медали окаймлены бортиком.
Медаль при помощи ушка и кольца соединяется с пятиугольной колодкой, обтянутой шелковой, муаровой лентой. Ширина ленты — 24 мм. Левая половина ленты красного цвета. На правой половине ленты — пять продольных, равных по ширине чередующихся полос: три — чёрного и две — оранжевого цвета и по краям ленты — по одной узкой оранжевой полосе шириной 1 мм.
При ношении на форменной одежде ленты медали Жукова используется планка высотой 8 мм, ширина ленты — 24 мм.
Миниатюрная копия медали Жукова носится на колодке. Диаметр миниатюрной копии медали — 16 мм.

### Описание медали Жукова до 2010 года
Медаль Жукова — из латуни и в форме круга диаметром 32 мм.
На лицевой стороне медали — погрудное рельефное изображение Г. К. Жукова. В верхней части — рельефная надпись «ГЕОРГИЙ ЖУКОВ», в нижней — рельефное изображение лавровых и дубовых ветвей.
На оборотной стороне медали в центре — рельефные цифры «1896-1996». В нижней части медали — рельефное изображение лавровых и дубовых ветвей.
Края медали окаймлены бортиком.
Медаль при помощи ушка и кольца соединяется с пятиугольной колодкой, обтянутой шёлковой муаровой лентой. Ширина ленты 24 мм. Левая половина ленты красного цвета. На правой половине ленты — пять продольных равных по ширине чередующихся полос: три чёрного и две оранжевого цвета и по краям — по одной узкой оранжевой полосе шириной 1 мм.

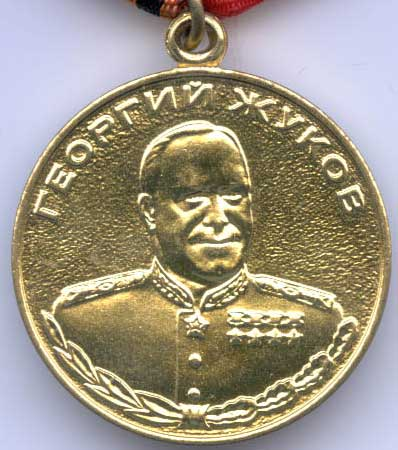
Лицевая сторона
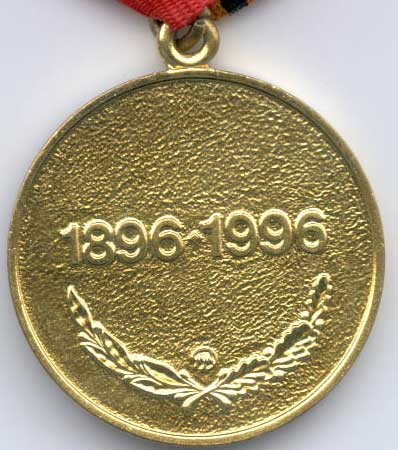
Обратная сторона

## Награждения
Количество награждений юбилейной медалью по состоянию на 1 января 2005 г.:
- св. 2,5 млн награждений ветеранов
- св. 10 тыс. награждений военнослужащих

Был опубликован только один Указ Президента Российской Федерации о награждении медалью — указ от 19 февраля 1996 г № 205, которым Президент постановил:

В ознаменование 100-летия со дня рождения полководца Г. К. Жукова, отдавая дань глубокого уважения великому подвигу, героизму, самоотверженности ветеранов войны, преклоняясь перед памятью павших при защите Отечества, и в соответствии с пунктом 1 Указа Президента Российской Федерации от 30 декабря 1995 г № 1334 "О внесении изменений и дополнений в Положение о медали Жукова, утверждённое Указом Президента Российской Федерации от 6 марта 1995 г № 243 «Об утверждении Статута ордена Жукова, Положения о медали Жукова и их описаний» постановляю:
Наградить медалью Жукова военнослужащих и лиц вольнонаёмного состава Красной Армии, Военно-Морского Флота, войск НКВД, партизан, участников подполья за храбрость, стойкость и мужество, проявленные в боевых действиях с немецко-фашистскими захватчиками и японскими милитаристами.

## Интересные факты
- Изображение Г. К. Жукова на этих наградах содержит ошибку. У маршала на однобортном мундире со стоячим воротником размещены четыре звезды Героя Советского Союза. Такой вид мундира был отменен в апреле 1945 г., а третью и четвертую Звезды Георгий Жуков получил соответственно 1 июня 1945 г. и 1 декабря 1956 г.[9]
- Глава Чеченской Республики Рамзан Ахматович Кадыров был награждён медалью Жукова дважды[источник не указан 1053 дня].
- Согласно официальному сайту ЛДПР[10], лидер этой партии — В. В. Жириновский — награждён медалью Жукова. Так как В. В. Жириновский в силу возраста не мог принимать участие во Второй мировой войне, то мог быть награждён, согласно статуту медали, лишь «за мужество и отвагу, проявленные в боевых действиях при защите Отечества и государственных интересов Российской Федерации». У одного гражданина России возникли сомнения в участии В. В. Жириновского в боевых действиях, и он направил официальный запрос в ЛДПР с просьбой разъяснить этот вопрос. В ответ он получил письмо лишь с распечаткой данной статьи из Википедии[11].
- В России с 20 февраля 1997 года незарегистрированной общественной организацией Постоянный Президиум Съезда народных депутатов СССР (ППСНД СССР) выдавалась медаль с похожим названием — «Маршал Советского Союза Жуков». Медалью награждались, согласно Указу ППСНД СССР, «ветераны Великой Отечественной войны и труда, ветераны Вооружённых сил и правоохранительных органов СССР, граждане, перенёсшие блокаду, а также активные участники народно-патриотической деятельности»[12]. Изготовление награды предлагалось оплатить самим награждённым[13][14]. В апреле 2002 года Министерство юстиции предупредило председателя ППСНД СССР Сажи Умалатову о недопустимости выдачи орденов и медалей с символикой бывшего СССР, а также направило представление в Генеральную прокуратуру с просьбой принять меры прокурорского реагирования[15].

### Российская медаль
- Указ Президента РФ от 09.05.1994 № 930 «Об учреждении ордена Жукова и медали Жукова» (недоступная ссылка)
- Указ Президента РФ от 06.03.1995 № 243 «Об утверждении статута ордена Жукова, положения о медали Жукова и их описаний» (недоступная ссылка)
- Указ Президента РФ от 30.12.1995 № 1334 "О внесении изменений и дополнений в положение о медали Жукова, утверждённое указом Президента Российской Федерации от 6 марта 1995 г. № 243 «Об утверждении статута ордена Жукова, положения о медали Жукова и их описаний» (недоступная ссылка)
- Распоряжение Президента РФ «О порядке вручения медали Жукова» (недоступная ссылка)
- Медаль Жукова. Описание на официальном сайте «Государственные награды Российской Федерации»

### Белорусская медаль
- Медаль Жукова. Государственные награды Республики Беларусь. Дата обращения: 12 декабря 2009. Архивировано из оригинала 4 августа 2011 года.
- Указ Президента Республики Беларусь от 18 сентября 1997 г. № 477 «Об утверждении Положения о порядке вручения медали Жукова и образца удостоверения к медали Жукова».

### Украинская медаль
- Указ Президента Украины от 18 марта 1998 года № 198/98 «О награждении медалью Жукова граждан Украины».